# هوستی
هوستی (به چکی: Hosty) یک منطقهٔ مسکونی در جمهوری چک است که در شهرستان چسکه بودیوویتسه واقع شده‌است. هوستی ۸٫۵۶ کیلومتر مربع مساحت و ۱۵۹ نفر جمعیت دارد و ۴۴۲ متر بالاتر از سطح دریا واقع شده‌است.